# Rinascita Volley '78 Lagonegro 2020-2021
Questa voce raccoglie le informazioni riguardanti la Rinascita Volley '78 Lagonegro nelle competizioni ufficiali della stagione 2020-2021.

## Organigramma societario
Area direttiva
- Presidente: Nicola Carlomagno
- Vicepresidente: Gaetano Sangineto
- Direttore sportivo: Nicola Tortorella
- Team manager: Nicola Tortorella

- Allenatore: Giancarlo D'Amico (fino al 16 novembre 2020), Lorenzo Tubertini (dal 18 novembre 2020)
- Allenatore in seconda: Roberto Di Maio
- Scout man: Brigida Moliterni
- Responsabile settore giovanile: Giuseppe Falabella

Area comunicazione
- Ufficio stampa: Paola Vaiano
- Relazioni esterne: Nicola Tortorella

Area marketing
- Responsabile ufficio marketing: Massimiliano Padula

Area sanitaria
- Medico: Antonello Lauria, Giuseppe Santamaria
- Fisioterapista: Nicola Alagia, Alessandro Labanca
- Preparatore atletico: Vincenzo Ghizzoni
- Osteopata: Alessandro Labanca
- Odontoiatra: Roberto Caianiello
- Psicologo: Mariantonietta Grisolia
- Nutrizionista: Giuseppe Ferrari

## Rosa
| N° | Nome                  | Ruolo | Data di nascita   | Squadra |
| -- | --------------------- | ----- | ----------------- | ------- |
| 1  | Tiziano Mazzone       | S     | 22 luglio 1995    | Italia  |
| 2  | Enrico Poccia         | P     | 10 marzo 2004     | Italia  |
| 3  | Vincenzo Spadavecchia | C     | 1º agosto 1993    | Italia  |
| 4  | Marco Fabroni         | P     | 4 agosto 1981     | Italia  |
| 4  | Filippo Vedovotto     | S     | 2 dicembre 1990   | Italia  |
| 5  | Roberto Battaglia     | S     | 15 maggio 2000    | Italia  |
| 6  | Federico Marretta     | S     | 9 agosto 1990     | Italia  |
| 7  | Marco Santucci        | L     | 30 novembre 1983  | Italia  |
| 8  | Graziano Maccarone    | C     | 26 agosto 1996    | Italia  |
| 9  | Davide Russo          | L     | 9 febbraio 2001   | Italia  |
| 10 | Michael Molinari      | C     | 30 aprile 1998    | Italia  |
| 11 | Igor' Tjurin          | O     | 13 giugno 1997    | Russia  |
| 12 | Leonardo Scuffia      | O     | 12 dicembre 1991  | Italia  |
| 14 | Alessandro Bellucci   | P     | 7 agosto 1997     | Italia  |
| 15 | Stefano Armenante     | S     | 10 agosto 1999    | Italia  |
| 16 | Pietro Ladaga         | C     | 4 dicembre 2002   | Italia  |
| 17 | Nicola Salsi          | P     | 13 settembre 1997 | Italia  |
| 18 | Dario Ribezzo         | S     | 30 marzo 2002     | Italia  |